# 61 v.Chr.
Het jaar 61 v.Chr. is een jaartal volgens de christelijke jaartelling.

## Gebeurtenissen

### Italië
- Gnaeus Pompeius Magnus laat op het Marsveld het eerste stenen theater bouwen. Dit om zijn politieke macht in de Senaat te vergroten.
- Julius Caesar ontvlucht Rome vanwege financiële schulden en wordt benoemd tot gouverneur van Hispania Ulterior.
- Caesar valt met een Romeins expeditieleger (o.a. Legio X) Galicië binnen en onderwerpt de opstandige Cantabri.

### Gallië
- Ariovistus, koning van de Sueben, voert een plunderveldtocht door Gallië en verovert de Elzas.